# Cal Xero
Cal Xero era un edifici de Gràcia actualment desaparegut. Es trobava al número 212 de la Travessera de Gràcia, a la cantonada amb el carrer Bailèn, que aleshores s'anomenava Torrent del Pecat. Es tractava d'una casa de camp, compacta i d'aparença senzilla, amb planta baixa, dos pisos i golfes. La planta baixa era més ampla pel cantó oest, on al primer pis tenia la galeria porxada, amb una petita teuladeta. Aquests porxos atorgaven personalitat a la casa, diferenciant-la d'altres masies de l'entorn. La coberta de la casa era de teulada, amb el carener paral·lel a la façana principal. La decoració exterior del mas era senzilla, amb més importància del seu caire funcional.
Edificat a finals del segle xvii, es va dedicar sobretot a la funció agrícola fins a mitjan segle xix. Va ser enderrocat al 1935 degut a l'afectació de la finca per l'obertura de la prolongació dels carrers Bailèn i Roger de Flor, així com la nova alineació superior amplada de la Travessera.